# Doi la cara pola oficialidá

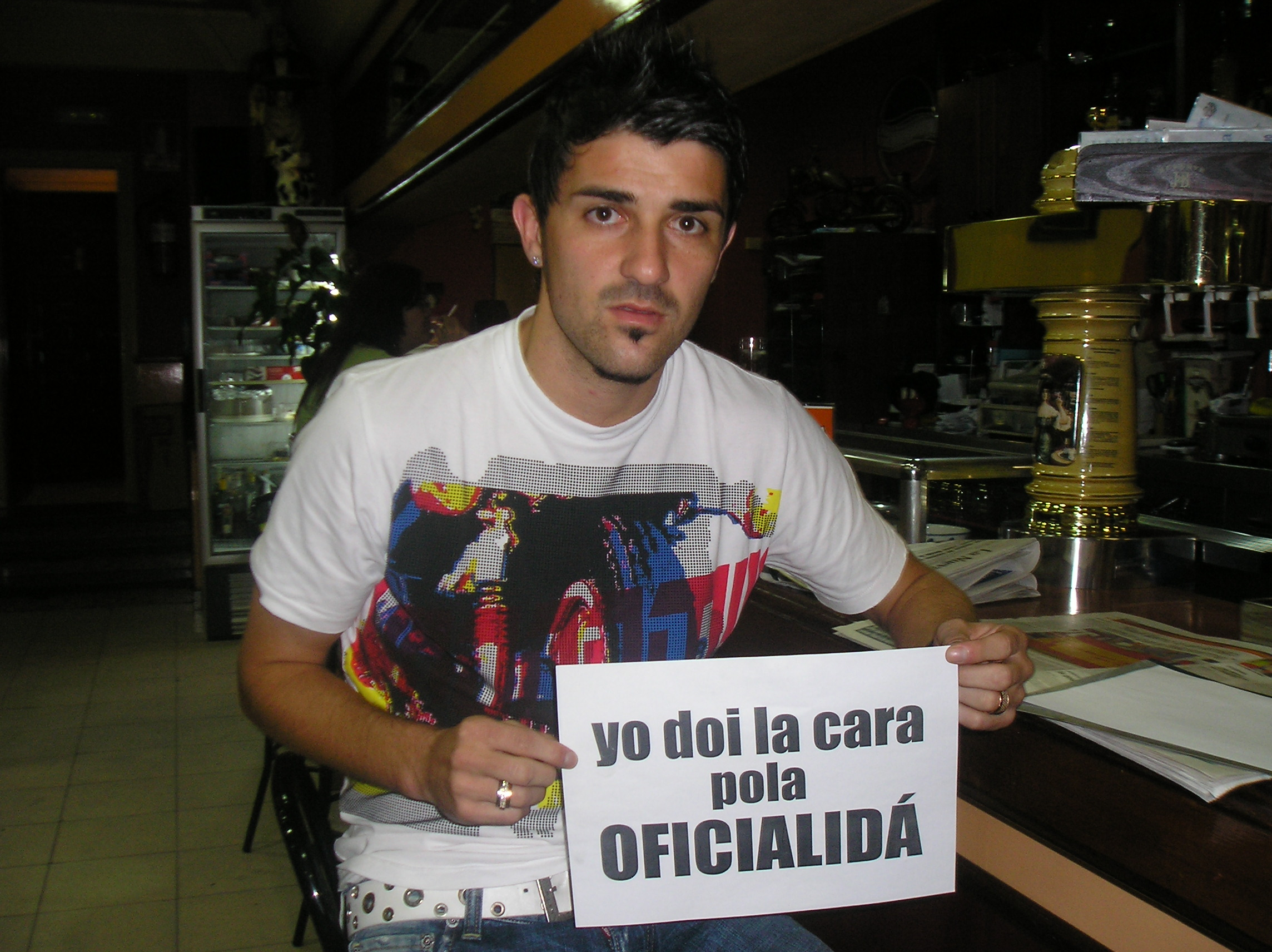
El futbolista David Villa participant en la campanya

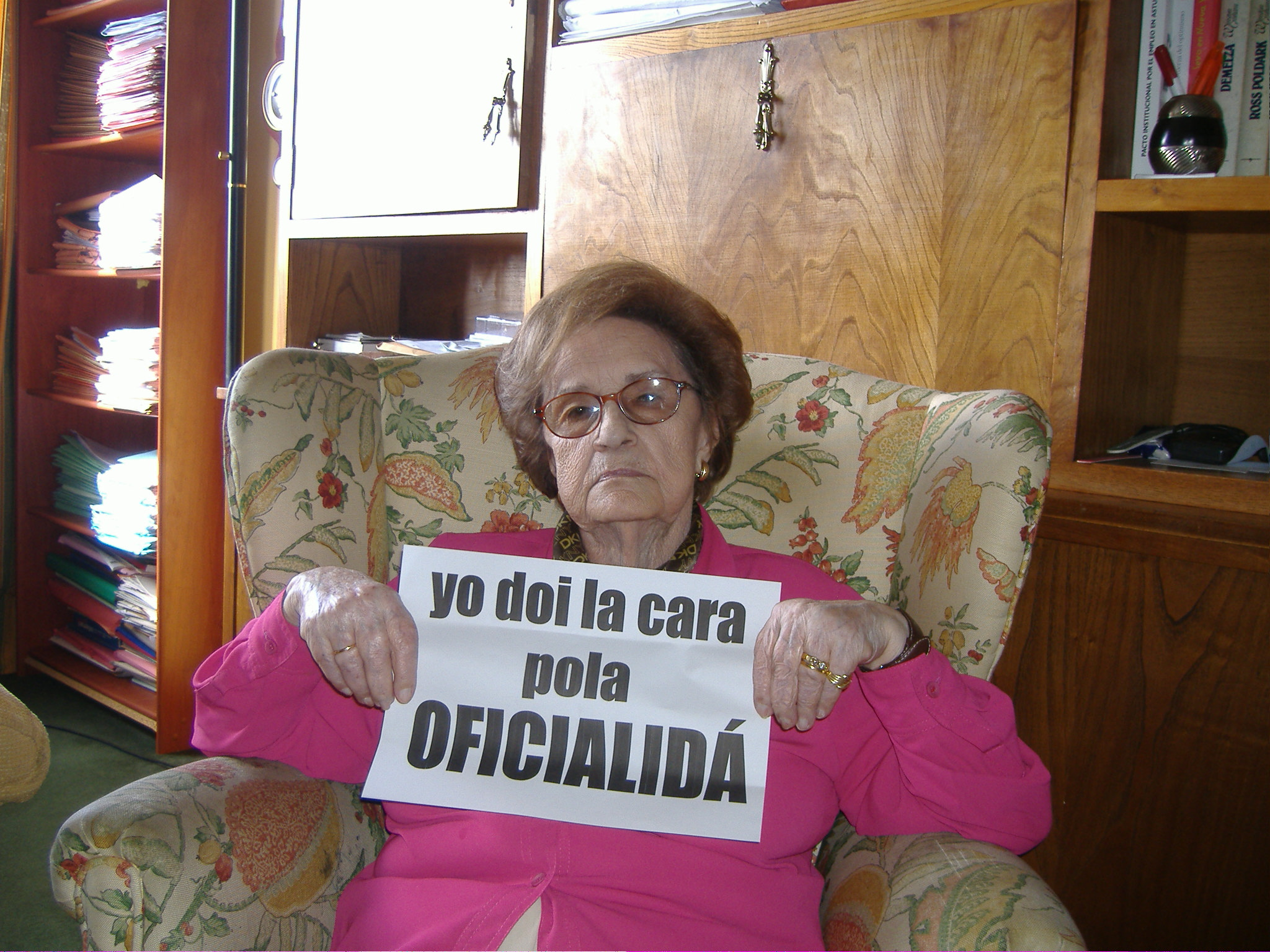
L'escriptora Corín Tellado participant en la campanya

Doi la cara pola oficialidá (en català Done la cara per l'oficialitat) és una campanya cívica començada el 3 de juny de 2008 pel Conceyu Abiertu pola Oficialidá amb l'objectiu d'incloure l'oficialitat de l'asturià en al reforma de l'Estatut d'Autonomia d'Astúries.
La campanya consisteix a fer-se una foto amb un cartell en el qual hi ha escrita la frase "Yo doi la cara pola oficialidá" en asturià o en qualsevol altre idioma. En el primer més de campanya va arribar a les 3500 fotografies amb una mitjana de 750 cada setmana, en setembre de 2008 s'havien arreplegat més de 7000 imatges, en febrer de 2009, 8500, i en maig de 2009, 10.000. Encara que la major part de les imatges està en asturià normatiu, també n'hi ha en lleonès, mirandès, català, gallec, bretó, suec, romanès, italià, basc o portuguès.